# 105 Dywizja Lotnictwa Myśliwsko-Bombowego
105 Dywizja Lotnictwa Myśliwsko-Bombowego (ros. 105-я авиацио́нная диви́зия истребителей-бомбардировщиков) – związek taktyczny Armii Radzieckiej przejęty przez  Siły Zbrojne Federacji Rosyjskiej.
W końcowym okresie istnienia Związku Socjalistycznych Republik Radzieckich dywizja stacjonowała na terenie Niemieckiej Republiki Demokratycznej. W tym czasie wchodziła w skład 16 Armii Lotniczej z Wunsdorf.

## Struktura organizacyjna
Skład w 1990:
| Nazwa jednostki                                 | Garnizon     |
| ----------------------------------------------- | ------------ |
| dowództwo i sztab                               | Großenhain   |
| 296 pułk lotnictwa myśliwsko-bombowego          | Großenhain   |
| 339 pułk lotnictwa- szturmowego                 | Großenhain   |
| 559 Mozyrski pułk lotnictwa myśliwsko-bombowego | Finstenwalde |
| 911 Radomski pułk lotnictwa myśliwsko-bombowego | Brand        |
| 147 pułk zabezpieczenia technicznego            | Großenhain   |